# Eddie Redmayne
Edward John David „Eddie“ Redmayne (* 6. ledna 1982, Londýn) je britský herec, zpěvák a model. Profesionální kariéru zahájil v divadelních produkcích a v televizních seriálech. První filmová role přišla v roce 2006 s filmem Like Minds.
Od té doby se objevil ve filmech jako Můj týden s Marilyn (2012), Bídníci (2012), Teorie všeho (2014), Dánská dívka (2015), Jupiter vychází (2015), Fantastická zvířata a kde je najít (2016) a Fantastická zvířata: Grindelwaldovy zločiny (2018). A Fantastická zvířata: Brumbálova tajemství
V roce 2015 získal Zlatý Glóbus, Oscara a BAFTA Award za roli Stephena Hawkinga ve filmu Teorie všeho.
V roce 2010 vyhrál cenu Laurence Oliviera v kategorii nejlepší herec ve vedlejší roli a ve stejném roce vyhrál i cenu Tony v kategorii nejlepší herec v divadelní hře za svůj výkon ve west endském a broadwayském uvedení dramatu Red. V roce 2011 také získal cenu divadelních kritiků v kategorii nejlepší shakespearovský výkon za své ztvárnění role Richarda II.

## Životopis
Narodil se v Londýně v Anglii. Jeho matka Patricia vlastní firmu umožňující stěhování a jeho otec Richard Redmayne je londýnský podnikatel.
Navštěvoval Eton College a absolvoval v roce 2000. Poté pokračoval studiem dějin umění na Trinity College v Cambridge, kde získal titul a absolvoval v roce 2003.

## Kariéra

### Divadlo
Jeho profesionální jevištní debut přišel v roce 2002 v divadle Shakespeare's Globe ve hře Večer tříkrálový aneb Cokoli chcete. Za svůj výkon ve hře The Goat, or Who Is Sylvia? získal v roce 2004 cenu pro nejlepšího nového herce na 50. ročníku předávání cen Evening Standard Theatre Awards a v roce 2005 cenu pro nejlepšího nováčka na Critics' Circle Theatre Awards. Mezi pozdější představení, ve kterém se objevil, patří Now or Later od Christophera Shinna, jež se uvádělo od 3. září do 18. října 2008 v Royal Court Theatre. V roce 2009 se objevil v nové hře Johna Logana Red a za svůj výkon v představení získal v roce 2010 cenu Laurence Oliviera pro nejlepšího herce ve vedlejší roli. Roli v Red si zopakoval i v divadle John Golden Theatre na Broadwayi, a to od 11. března do 27. června 2010, a vyhrál cenu Tony v kategorii nejlepší herec v divadelní hře. Ztvárnil též titulní roli v dramatu Richard II., kde vystupoval od 6. prosince 2011 do 4. února 2012.

### Televize
Mezi jeho televizní kredity patří minisérie BBC Tess z rodu D'Urbervillů, minisérie Pilíře Země a dvoudílná minisérie Birdsong, adaptace novely od Sebastiana Faulkse.

### Filmy
Mezi filmy, ve kterých se objevil, patří Kauza CIA, Powder Blue, Divoká krása, Králova přízeň, Hick, Zlomový rok 39, Černá smrt, The Yellow Handkerchief a Dánská dívka.
V roce 2011 hrál roli filmaře Colina Clarka, jednu z hlavních rolí, v dramatickém filmu Můj týden s Marylin. V roce 2012 získal roli Mariuse Pontmercyho v muzikálovém filmu Bídníci. V roce 2014 se jako Stephen Hawking objevil ve filmu Teorie všeho a za roli v následujícím roce získal Zlatý glóbus, Oscara a Filmovou cenu Britské akademie. 6. února proběhla ve Spojených státech premiéra filmu Jupiter vychází.
Také si zahrál Mloka Scamandra ve volném pokračování na slavnou filmovou sérii o Harrym Potterovi, Fantastická zvířata a kde je najít (2016), Fantastická zvířata: Grindewaldovy zločiny (2018) a Fantastická zvířata: Brumbálova tajemství (2022).

### Modeling
V roce 2008 a 2012 byl modelem pro britskou značku Burberry.
V září 2012 se objevil ve vydání časopisu Vanity Fair, kde byl zahrnut v seznamu mezinárodně nejlépe oblékaných lidí.

## Osobní život
Dne 31. května 2014 oznámil zasnoubení se svojí dlouholetou přítelkyní Hannah Bagshawe. Pár měl svatbu v Babington House v Somersetu 15. prosince 2014. V roce 2016 se jim narodila dcera a v roce 2018 syn.

## Filmografie

### Film
| Rok  | Název filmu                                                | Role                          | Poznámky |
| ---- | ---------------------------------------------------------- | ----------------------------- | --- |
| 2006 | Like Minds                                                 | Alex Forbes                   | |
| 2006 | Kauza CIA                                                  | Edward mladší                 | |
| 2007 | Divoká krása                                               | Antony Baekeland              | |
| 2007 | Královna Alžběta: Zlatý věk                                | Anthony Babington             | |
| 2008 | The Yellow Handkerchief                                    | Gordy                         | |
| 2008 | Králova přízeň                                             | William Stafford              | |
| 2009 | Powder Blue                                                | Qwerty Doolittle              | |
| 2009 | Zlomový rok 39                                             | Ralph Keyes                   | |
| 2010 | Černá smrt                                                 | Osmund                        | |
| 2011 | Hick                                                       | Eddie Kreezer                 | |
| 2011 | Můj týden s Marylin                                        | Colin Clark                   | Nominován – Cena BAFTA v kategorii rostoucí hvězda |
| 2012 | Bídníci                                                    | Marius Pontmercy              | National Board of Review Award za nejlepší obsazení Satellite Award za nejlepší obsazení celovečerního filmu Washington D.C. Area Film Critics Association Award za nejlepší obsazení Neznámo – Broadcast Film Critics Association Award za nejlépe hrající filmové obsazení Neznámo – Screen Actors Guild Award za nejlepší výkon obsazení v celovečerním filmu Nominován – Phoenix Film Critics Society Award za nejlepší obsazení Nominován – San Diego Film Critics Society Award za nejlepší výkon obsazení Nominován – Satellite Award v kategorii nejlepší herec ve vedlejší roli v celovečerním filmu |
| 2014 | Teorie všeho                                               | Stephen Hawking               | Filmová cena Britské akademie za Nejlepšího herce Dorian Award za Filmové vystoupení roku – herec Screen Actors Guild Award za Nejlepšího herce v dramatickém filmu Ocenění mezinárodního filmového festivalu v Palm Springs Hollywood Film Award v kategorii Průlomové vystoupení u herce New York Film Critics Online za Nejlepšího herce Filmový festival v Santa Barbaře za Cinema Vanguard Award Talinn Black Nights Film Festival Award za Nejlepšho herce Oscar za Nejlepšího herce Women Film Critics Circle Award za Nejlepšího herce Zlatý Glóbus za Nejlepší herce v dramatickém filmu Nominován – AACTA International Awards za Nejlepšího herce Nominován – Alliance of Women Film Journalist Award za Nejlepšího herce Nominován – Critics' Choice Movie Awards za Nejlepšího herce Nominován – Central Ohio Film Critics Association Award za Nejlepšího herce Nominován – Detroit Film Critics Society Award za Nejlepšího herce Nominován – Dallas-Fort Worth Film Critics Association Award za Nejlepšího herce Nominován – Denver Film Critics Society Award za Nejlepšího herce Nominován – Florida Film Critics Circle Award za Nejlepšího herce Nominován – Georgia Film Critics Association Award za Nejlepšího herce Nominován – Houston Film Critics Society Award za Nejlepšího herce Nominován – Chicago Film Critics Association Award za Nejlepšího herce Nominován – Iowa Film Critics Award za Nejlepšího herce Nominován – London Film Critics' Circle Award za Britského herce roku a Herce roku Nominován – Online Film & Television Association Award za Nejlepšího herce Nominován – Phoenix Film Critics Society Award za Nejlepšího herce Nominován – Southeastern Film Critics Association Award za Nejlepšího herce Nominován – San Francisco Film Critics Circle Award za Nejlepšího herce Nominován – San Diego Film Critics Society za Nejlepšího herce Nominován – Satellite Award za Nejlepšího herce Nominován – St. Louis Film Critics Gateway Association za Nejlepšího herce Nominován – Washington D.C. Area Film Critics Association za Nejlepšího herce |
| 2015 | Jupiter přichází                                           | Balem Abrasax                 | Zlatá malina v kategorii nejhorší herec ve vedlejší roli |
| 2015 | Dánská dívka                                               | Einar Wegener alias Lili Elbe | Women Film Critics Circle Award v kategorii nejlepší herec Nominován – AACTA Award v kategorii nejlepší mezinárodní herec Nominován – Alliance of Women Film Journalists EDA Awards v kategorii nejlepší herec Nominován – Critics' Choice Movie Awards v kategorii nejlepší herec Nominován – Filmová cena Britské akademie v kategorii nejlepší herec v hlavní roli Nominován – Chicago Film Critics Association Award v kategorii nejlepší herec Nominován – Florida Film Critics Circle Award v kategorii nejlepší herec Nominován – Kansas City Film Critics Circle Award v kategorii nejlepší herec Nominován – Oscar v kategorii nejlepší herec Nominován – Satellite Award v kategorii nejlepší herec Nominován – Screen Actors Guild Award v kategorii nejlepší herec v hlavní roli Nominován – St. Louis Critics Association Award v kategorii nejlepší herec Nominován – Vancouver Film Critics Circle Award v kategorii nejlepší herec Nominován – Washington D.C. Area Film Critics Association Award v kategorii nejlepší herec Nominován – Zlatý glóbus v kategorii nejlepší herec v hlavní roli (Drama) |
| 2015 | Tomáš a jeho přátelé: Sodorská legenda o ztraceném pokladu | Ryan (hlas)                   | |
| 2016 | Fantastická zvířata a kde je najít                         | Mlok Scammander               | Empire Award v kategorii nejlepší herec Teen Choice Award v kategorii nejlepší filmový herec: fantasy |
| 2018 | Fantastická zvířata: Grindelwaldovy zločiny                | Mlok Scammander               | |
| 2018 | Pračlověk                                                  | Dug (hlas)                    | Nominován – Annie Awards v kategorii nejlepší dabing ve filmu |
| 2019 | Vzduchoplavci                                              | James Glaisher                | |
| 2020 | Chicagský tribunál                                         | Tom Hayden                    | |
| 2022 | Fantastická zvířata: Brumbálova tajemství                  | Mlok Scammander               | |
| 2022 | Dobrá sestra                                               | Charles Cullen                | |

### Televize
| Rok  | Název pořadu             | Role              | Poznámky                       |
| ---- | ------------------------ | ----------------- | ------------------------------ |
| 1998 | Animal Ark               | John Hardy        | díl: „Bunnies in the Bathroom“ |
| 2003 | Doctors                  | Rob Huntley       | díl: „Crescendo“               |
| 2005 | Královna Alžběta         | Henry Wriothesley | díl: „Southampton“             |
| 2008 | Tess z rodu D'Urbervillů | Angel Clare       | 4 díly                         |
| 2010 | Pilíře Země              | Jack Jackson      | 8 dílů                         |
| 2012 | Birdsong                 | Stephen Wraysford | 2 díly                         |
| 2024 | Den Šakala               | Šakal             | minisérie                      |